# Röd dansspindel
Röd dansspindel (Oonops domesticus) är en spindelart som beskrevs av Raymond Comte de Dalmas 1916. Röd dansspindel ingår i släktet Oonops och familjen dansspindlar. Arten är reproducerande i Sverige. Inga underarter finns listade i Catalogue of Life.